# Sergei Novikov
Sergei Petrovich Novikov (em russo:  Сергей Петрович Новиков; Nijni Novgorod, 20 de março de 1938 – 6 de junho de 2024) foi um matemático russo.

## Final da carreira
A partir de 1971 Novikov trabalhou no Instituto Landau de Física Teórica da Academia de Ciências da União Soviética, academia para a qual foi eleito membro titular em 1981. Em 1982 foi nomeado titular da cadeira de Geometria e Topologia na Universidade Estatal de Moscovo. Em 1984 foi eleito membro da Academia de Ciências e Artes da Sérvia.
Em 2004 foi chefe do Departamento de Geometria e Topologia do Instituto de Matemática Steklov. Ele foi também professor emérito da Universidade de Maryland, e foi um dos principais pesquisadores do Instituto Landau de Física Teórica em Moscou.
Em 2005 foi agraciado com o Prêmio Wolf de Matemática, por suas contribuições à topologia algébrica, topologia diferencial e física matemática. Ele foi um dos onze matemáticos que receberam tanto a medalha Fields como o Prêmio Wolf.

## Morte
Novikov morreu no dia 6 de junho de 2024, aos 86 anos.

## Condecorações
- Prêmio Lenin (1967)
- Medalha Fields (1970)
- Medalha Lobachevsky (1981)
- Prêmio Wolf de Matemática (2005)

## Publicações
- Novikov, S. P.; Fomenko, A. T. (1990). Basic Elements of Differential Geometry and Topology. Col: Mathematics and Its Applications. 60. Dordrecht: Springer Netherlands. ISBN 978-90-481-4080-0. doi:10.1007/978-94-015-7895-0
- Novikov, S. P.; Manakov, S. V.; Pitaevskii, L. P.; Zakharov, V. E. (1984). Theory of solitons: the inverse scattering method. New York: Consultants Bureau. ISBN 0-306-10977-8. OCLC 10071941
- com Dubrovin and Fomenko: Modern geometry- methods and applications, Vol.1-3, Springer, Graduate Texts in Mathematics (originally 1984, 1988, 1990, V.1 The geometry of surfaces and transformation groups, V.2 The geometry and topology of manifolds, V.3 Introduction to homology theory)
- Topics in Topology and mathematical physics, AMS (American Mathematical Society) 1995
- Integrable systems - selected papers, Cambridge University Press 1981 (London Math. Society Lecture notes)
- Novikov, S. P.; Taimanov, I. A. (2007). Topological Library: Part 1: Cobordisms and Their Applications. Col: Series on Knots and Everything (em inglês). 39. Traduzido por Manturov, V. O. [S.l.]: World Scientific. ISBN 978-981-270-559-4. doi:10.1142/6379
- com V. I. Arnold as editor and co-author: Dynamical systems, 1994, Encyclopedia of mathematical sciences, Springer
- Topology I: general survey, V. 12 of Topology Series of Encyclopedia of mathematical sciences, 1996; 2013 edition
- Solitons and geometry, Cambridge 1994
- como editor, com Buchstaber: Solitons, geometry and topology: on the crossroads, AMS, 1997
- com Dubrovin e Krichever: Topological and Algebraic Geometry Methods in contemporary mathematical physics V.2, Cambridge
- My generation in mathematics, Russian Mathematical Surveys V.49, 1994, p. 1 doi:10.1070/RM1994v049n06ABEH002446